# Probolus detritus
Probolus detritus là một loài tò vò trong họ Ichneumonidae.